# ژان-کریستف رولان
ژان-کریستف رولان (فرانسوی: Jean-Christophe Rolland‎؛ زادهٔ ۳ ژوئیهٔ ۱۹۶۸) قایقران روئینگ اهل فرانسه است.
وی در مسابقات کشوری و بین‌المللی در مجموع برندهٔ ۳ مدال طلا، ۲ مدال نقره، ۲ مدال برنز شده‌است.